# 2028
L'any 2028 (MMXXIX) serà un any comú començat en dilluns del calendari Gregorià (Lletra Dominical G), el 2028è any de l'Era Comuna o de l'Era Cristiana, el 28è any del Mil·lenni III i del segle xxi, i el novè any de la dècada del 2020.

## Esdeveniments previstos
- Data prevista per a l'establiment de l'afro.
- 26 de juny: l'asteroide (153814) 2001 WN5 (de 700 m de diàmetre) passarà a 250.000 km de la Terra.

## Naixements
Països Catalans
Resta del món

## Necrològiques
Països Catalans
Resta del món